# کتابخانه محمد بن راشد
کتابخانه محمد بن راشد (به عربی: مکتبة الشیخ محمد بن راشد) کتابخانه‌ای بزرگ است که در منطقهٔ الجداف در دبی در امارات متحده عربی قرار دارد.

## تاریخچه
محمد بن راشد آل مکتوم ایدهٔ تأسیس این کتابخانه را در فوریهٔ ۲۰۱۶ مطرح کرد که در دوبی سال مطالعه نام‌گذاری شده‌بود.
کتابخانه که به شکل یک کتاب گشوده بر روی یک میز قرائت طراحی شده‌است، در هفت طبقه ۶۵۰ هزار متر مربع زیربنا را پوشش می‌دهد و برای ارائهٔ خدمات سالانه به ۹ میلیون نفر پیش‌بینی شده‌است.
کتابخانهٔ محمد بن راشد چهار و نیم میلیون کتاب چاپی، دیجیتال و صوتی را در خود جای خواهد داد. قرارداد ۱ میلیارد درهمی ساخت کتابخانهٔ محمد بن راشد بزرگ‌ترین پروژهٔ فرهنگی در دوبی بوده‌است. عملیات ساخت کتابخانه در سپتامبر ۲۰۱۶ آغاز شد و تا نیمهٔ سال ۲۰۱۸ به پایان رسید. تا دسامبر ۲۰۱۷ ساخت کتابخانه ۲۲ درصد، و تا ۲۰۱۸ به میزان ۷۲ درصد پیشرفت داشته‌است.